# Катастрофа Boeing 727 под Цинциннати
Катастрофа Boeing 727 под Цинциннати — крупная авиационная катастрофа, произошедшая вечером в понедельник 8 ноября 1965 года в районе аэропорта Северный Кентукки города Цинциннати (расположен в соседнем штате Огайо). Авиалайнер Boeing 727-23 авиакомпании American Airlines выполняй плановый пассажирский рейс, по маршруту Нью-Йорк-Цинциннати, но при заходе на посадку врезался в деревья и рухнул на землю. Из находившихся на его борту 62 человек ( 56 пассажиров и 6 членов экипажа) выжили 4.

## Экипаж
Лётный экипаж (в кабине) состоял из двух командиров воздушного судна (КВС) и бортинженера:
- Командир воздушного судна — 46-летний Дэвид Джей Тилин (англ. David J. Teelin). В авиакомпании American с 6 января 1946 года, 1 мая 1956 года повышен до командира самолёта. Имел квалификацию пилота самолётов Douglas DC-6/7, Convair 240/340/440, Lockheed L-188 Electra, Boeing 727 и BAC 1-11. Общий лётный стаж составлял 16 387 часов, в том числе 225 часов на типе Boeing 727. На этот рейс Тилин был назначен командиром экипажа, но по имеющимся данным при вылете из Нью-Йорка он сидел в правом кресле, то есть на месте второго пилота. Также, как было определено из записей радиопереговоров, это он вёл диалог с диспетчером посадки.
- Командир воздушного судна — 39-летний Уильям Джей О'Нил (англ. William J. O'Neill). В авиакомпании American с 1 мая 1951 года, 8 апреля 1957 года повышен до командира самолёта. Имел квалификацию пилота самолётов Douglas DC-6/7, Convair 240 и Boeing 727. Квалификацию пилота B727 получил со второго раза 19 октября 1965 года. Общий лётный стаж составлял 14 400 часов, в том числе 35 часов на типе Boeing 727.
- Бортинженер — 33-летний Джон Т. Лавуа (англ. John T. LaVoie). В авиакомпании American с 10 ноября 1956 года, в должности бортинженера с 22 мая 1958 года. Общий лётный стаж составлял 6047 часов, в том числе 307 часов на типе Boeing 727.

В салоне работали три стюардессы:
- 25-летняя Тони Ф. Кетчелл (англ. Toni F. Ketchell). В авиакомпании American с 9 марта 1965 года.
- 22-летняя Мэри Э. Кэмпбелл (англ. Mary E. Campbell). В авиакомпании American с 8 сентября 1964 года.
- 22-летняя Джойс Б. Чимель (англ. Joyce B. Chimel). В авиакомпании American с 6 апреля 1965 года.

## Самолёт
Boeing 727-23 с регистрационным номером N1996 (заводской — 18901, серийный — 153) был ещё относительно молодым. Согласно официальному отчёту следственной комиссии, расследующей происшествие, борт N1996 был выпущен 29 июня 1965 года. Но по другим данным, это дата поступления самолёта в авиакомпанию American, а свой первый полёт он совершил на пару недель раньше — 15 июня. Общая наработка лайнера составляла 938 часов.

## Катастрофа
Самолёт выполнял регулярный внутренний пассажирский рейс AA-383 из Нью-Йорка (аэропорт Ла Гуардия) в Цинциннати (аэропорт Северный Кентукки). По плану вылет должен был быть в 17:00, но борт N1996 изначально был зарезервирован совсем для другого рейса. Суета с изменением рейса для авиалайнера привела к тому, что от перрона он смог отъехать только в 17:20. Согласно поданному экипажем плану полёта, после вылета из Нью-Йорка лайнер должен был следовать на Филлипсбург (штат Нью-Джерси), далее по воздушному коридору J49 до Аллегейни, по J80 до Дэйтона и по J43 до Цинциннати. Эшелон полёта был определён как 350 (высота 35 000 футов (11 000 м) над уровнем моря), запасной аэропорт — Стэндифорд. Экипаж самолёта состоял из 6 человек, а в салоне сидели 56 пассажиров. Также в аэропорту Ла Гуардия на борт залили 3358 галлонов авиакеросина, при этом общий запас топлива составлял 38 000 фунтов (17 000 кг). Общий вес «Боинга» был определён как 120 980 фунтов (54 880 кг) при центровке 25,5 % САХ, что находилось в пределах допустимого. В 17:38 рейс 383 оторвался от земли.
После вылета рейс 383 в соответствии с планом направился к Филлипсбергу, но после его прохождения экипаж запросил и получил разрешение на изменение маршрута полёта: по коридору J78 до Чарлстона, а затем по J24 до Цинциннати. Однако затем при удалении в сто миль от Чарлстона экипаж запросил и получил очередное изменение маршрута — на маяк VOR Йорк (65 миль на северо-запад от Чарльстона), а от него прямо на Цинциннати.
В 18:45 экипаж доложил расчётное время посадки в аэропорту Северный Кентукки — 19:05. На это диспетчер в Ковингтоне дал настройку высотомеров на 30,01 дюйма (760 мм) ртутного столба и установку давления на уровень аэропорта с возвышением 815 футов (248 м). В 18:55 экипаж установил связь с диспетчером подхода, находясь при этом в 27 милях к юго-востоку от аэропорта назначения. В 18:57:38 с самолёта доложили: …уходим с пяти до четырёх [снижение с высоты 5000 футов (1500 м) до 4000 футов (1200 м)], и можно перейти на визуальный полёт, так как мы наблюдаем аэродром? На это диспетчер подхода передал: …продолжайте подход, разрешается визуальный заход на посадку на полосу один восемь. Осадки у западной границы аэропорта и… движутся на юг. Экипаж подтвердил получение информации, на что диспетчер дал разрешение на снижение до 2000 футов (610 м) по усмотрению экипажа.
В 18:58:41 диспетчер подхода сообщил рейсу 383, что тот наблюдается на радиолокаторе в шести милях к юго-востоку от аэропорта, а также дал указание переходить на связь с диспетчером посадки («Цинциннати-башня»). Экипаж установил связь с диспетчером посадки, после чего произошёл следующий диалог:
| 18:59:06 | AA383            | Цинциннати-башня, это Америкэн три восемьдесят три. Мы в шести [милях] на юго-восток и выполняем визуальный заход.                    |
| 18:59:15 | Цинциннати-башня | Америкэн три восемьдесят три, Цинциннати-башня, полоса один восемь, [ветер] два три ноль градусов, пять [узлов], высотомер три ровно. |
| 18:59:21 | AA383            | Понял, полоса один восемь. |
| 18:59:23 | Цинциннати-башня | Разрешение на выполнение визуальной посадки на полосу один восемь, Америкэн три восемьдесят три.                                      |
| 18:59:28 | AA383            | Нам разрешена посадка. Понял. |
| 18:59:29 | AA383            | А как далеко на запад сейчас линия осадков?                                                                                           |
| 18:59:30 | Цинциннати-башня | Где-то примерно в шести [милях]. У нас просто нет никого в том районе.                                                                |
| 18:59:35 | AA383            | Окей. |
| 18:59:40 | Цинциннати-башня | Если у нас будет сдвиг ветра, то я сообщу, что бы вы решили — стоит ли прерывать заход.                                               |
| 18:59:44 | AA383            | Большое спасибо! Будем очень благодарны.                                                                                              |
| 19:00:06 | Цинциннати-башня | Америкэн три восемьдесят три, у нас сейчас начался небольшой дождь.                                                                   |
| 19:00:11 | AA383            | Окей. |
| 19:01:11 | Цинциннати-башня | Америкэн три восемьдесят три, вы всё ещё наблюдаете полосу? Да?                                                                       |
| 19:01:14 | AA383            | С трудом. Сейчас помогла бы курсо-глиссадная система.                                                                                 |
| 19:01:19 | Цинциннати-башня | Америкэн три восемьдесят три, огни приближения, мигалки и огни полосы сейчас на максимальной интенсивности.                           |
| 19:01:22 | AA383            | Окей. |

Сказанное в 19:01:22 «Окей» стало последним известным радиосообщением с борта N1996.
Согласно показаниям сотрудников на диспетчерской вышке аэропорта, навигационные огни рейса 383 в первый раз были замечены в четырёх милях на восток-юго-восток от аэропорта и достаточно хорошо просматривались. На момент первоначальной связи с бортом N1996, к северо-западу от аэропорта наблюдались облака с молниями, тогда как на востоке и северо-востоке было достаточно ясно, хотя западный ветер гнал к этому сектору облака с осадками. Авиалайнер следовал в соответствии со схемой в северном направлении, затем пролетел в миле к востоку от радиомачты радиостанции WCKY, после чего выполнил стандартный левый поворот и направился в западном направлении со снижением. Когда самолёт находился примерно в двух—трёх милях северо-восточнее аэропорта, он исчез из виду, закрытый дождём.
Согласно находящемуся в районе происшествия очевидцу, сильного дождя ещё не было. «Боинг» после выполнения стандартного разворота начал выполнять снижение и словно совершал нормальный заход на посадку, но он находился слишком низко. Затем самолёт вошёл в левый поворот, после чего на высоте 665 футов (203 м) над уровнем моря (225 футов (69 м) ниже уровня аэродрома) он зацепил правой плоскостью крыла деревья, после чего врезался в склон холма. При ударе двух пассажиров и сидящую в передней части стюардессу Кетчелл выбросило наружу, но они выжили. Также в передней части салона летел пассажиром пилот авиакомпании American Airlines, который после удара о землю и остановки увидел, как по самолёту от задней части к передней движется пламя, поэтому спешно выскочил наружу. Через несколько секунд прогремел взрыв, уничтоживший авиалайнер и убивший всех, кто оставался ещё внутри.
Катастрофа произошла уже ночью в 19:01:27, а место падения располагалось в паре миль к северу от торца полосы 18 и в четверти мили левее продолжения её оси. Всего в происшествии погибли 58 человек: оба пилота, бортинженер, две стюардессы и 53 пассажира. В истории самолёта Boeing 727 это второе происшествие, после катастрофы на озере Мичиган тремя месяцами ранее. Также на момент событий катастрофа рейса 383 по числу погибших была крупнейшей, как в штате Кентукки (на его территории находится аэропорт Северный Кентукки), так и с участием Boeing 727.

## Расследование

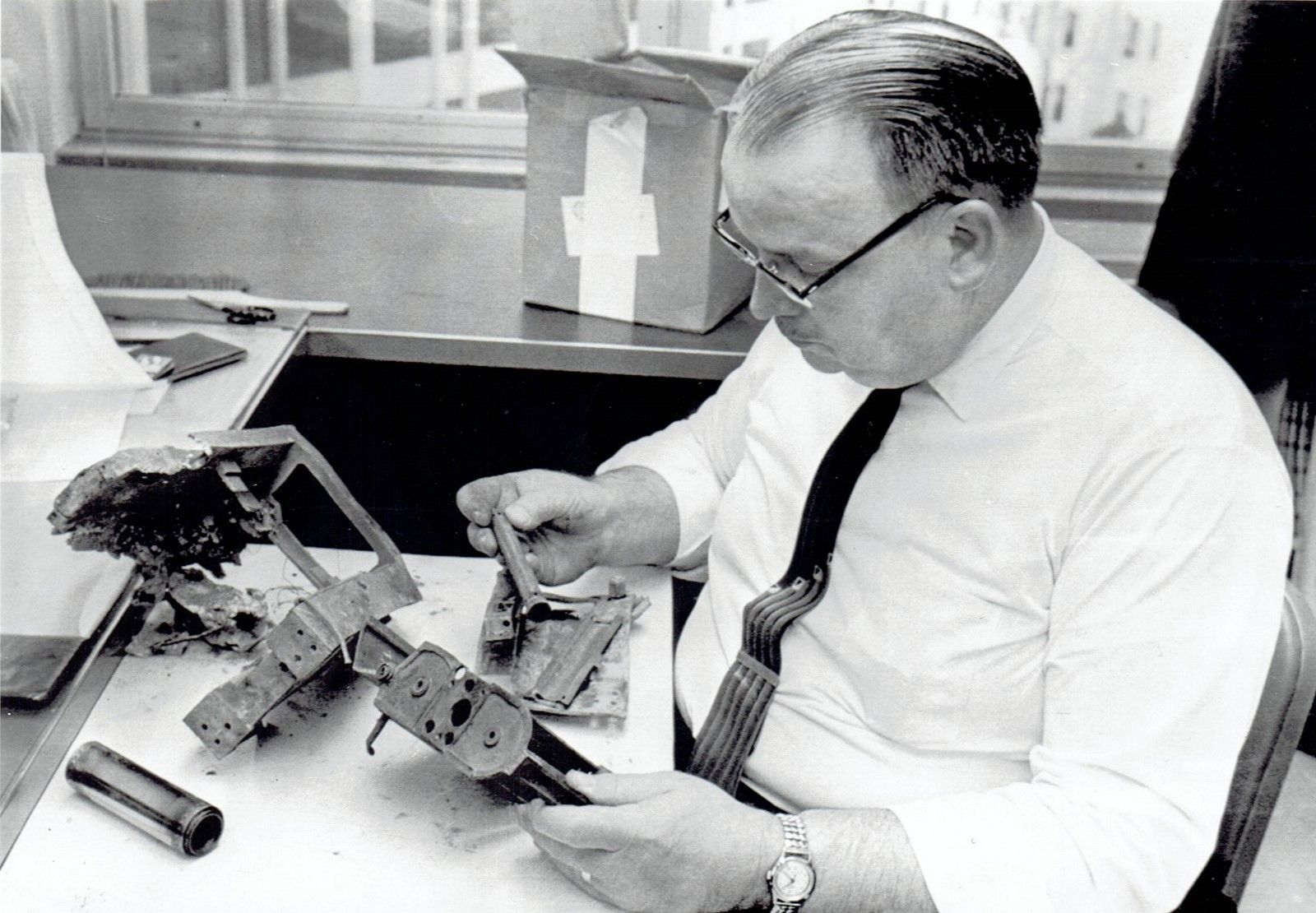
Следователь от CAB изучает бортовой самописец с рейса 383

Изучая историю самолёта, комиссия пришла к мнению, что тот до столкновения с деревьями был полностью исправен, а все его системы работали вполне нормально. Экипаж имел необходимую квалификацию и был подготовлен для выполнения полёта. От момента окончания радиопередачи между диспетчером посадки и экипажем и до момента первого удара о деревья прошли всего пять секунд (19:01:22 и 19:01:27 соответственно), то есть экипаж до последнего и не подозревал, что следует уже ниже уровня аэродрома.

### Выполнение захода на посадку
Одним из факторов, которые нарушили выполнение нормального захода, стал дождь. Исходя из показаний очевидцев, в районе происшествия наблюдались облака с молниями, которые двигались с юго-запада на северо-восток с примерной скоростью 25 узлов. Согласно наблюдениям, сделанным с 19:02 по 19:03, то есть спустя минуту после катастрофы, на полосе 18 видимость упала с 5—7 миль до менее 1 мили, после чего повысилась до 2 миль. Также облачность снизилась с 4000 футов (1200 м) до примерно 2500 футов (760 м), а отдельные облака и вовсе опустились до 1500 футов (460 м). Турбулентность в районе происшествия не наблюдалась, а если она и была, то достаточно слабой, чтобы привести к катастрофе. Над рекой Огайо в момент происшествия наблюдался небольшой дождь. Таким образом, при выполнении захода «Боинг» влетел в дождь, при этом видимость упала до пары миль, либо даже меньше, что зависит от силы осадков. Погодные условия в целом были предсказаны метеопрогнозом, который экипаж получил перед вылетом.
После изучения выполнения схемы захода на посадку было определено, что, выполнив третий разворот на высоте 2000 футов (610 м) (1110 футов (340 м) над уровнем аэродрома), рейс 383 начал снижаться с нормальной вертикальной скоростью 800 футов (240 м) в минуту. При выполнении четвёртого разворота самолёт находился уже на высоте 210 футов (64 м) над уровнем аэродрома, после чего, выйдя на посадочную прямую, за 20 секунд до происшествия увеличил скорость снижения до 2100 футов (640 м) в минуту, снизившись при этом в речную долину ниже уровня аэродрома, после чего за 10 секунд до удара о деревья вертикальная скорость снизилась до 625 футов (191 м) в минуту. Такое отклонение от схемы подхода могло быть вызвано неверной конфигурацией лайнера. Согласно наставлениям, снижение с 5000 футов (1500 м) до 2000 футов (610 м) должно было осуществляться с выпущенными спойлерами и при малом газе двигателей. Однако в случае с рейсом 383 снижение выполнялось в полётной конфигурации с убранными спойлерами, из-за чего вход в схему был выполнен при скорости 210 узлов. Такая конфигурация снижения была указана в наставлениях, изданных в авиакомпании, хотя поступательная скорость всё же была великовата. Последний разворот выполнялся на скорости 170 узлов с выпущенными на 15°, когда закрылки были довыпущены уже до 25°, одновременно с этим возросла вертикальная скорость снижения. Возможно, что экипаж намеренно довыпустил закрылки для увеличения аэродинамического сопротивления, чтобы уменьшить скорость полёта. За 10 секунд скорость действительно упала до 160 узлов, после чего нос самолёта был приподнят, в результате чего скорость упала до 145 узлов, а вертикальная скорость снижения уменьшилась до 625 футов (191 м) в минуту.

### Возможные факторы

Высотомер барабанного типа, аналогичный применявшимся на самолётах Boeing 727

Проанализировав ситуацию, комиссия решила, что экипаж, выполняя заход на посадку ночью в ухудшающихся погодных условиях, пытался довыпуском закрылков уменьшить поступательную скорость. Хотя следователей озадачила данная ситуация — два опытных пилота, оба имеющие квалификацию командира самолёта, так просто могли не заметить увеличения вертикальной скорости снижения и даже не проводили периодическую перекрёстную проверку высотомеров. Снижение под безопасную высоту могло остаться незамеченным в случае, если пилоты пытались выполнять посадку визуально, ища при этом полосу, а потому не следили за приборами. В ходе расследования были рассмотрены следующие факторы:
Ухудшение видимости
К зоне посадки приближался дождь, на границе которого наблюдались молнии, при этом падала видимость. Да, в районе происшествия на момент катастрофы дождь был ещё слабый, да и освещение полосы работало нормально. Но экипаж имел информацию, что приближается сильный дождь, сопровождаемый снижением видимости, а потому мог следить за взлётно-посадочной полосой не отводя взгляда, стараясь не потерять её из вида, то есть практически перестав смотреть на основные приборы.
Особенности рельефа
При выполнении захода на посадку на полосу 18 самолёт следовал над долиной реки Огайо, которая расположена на 400 футов (120 м) ниже уровня аэродрома, при этом плавно поднимаясь к началу полосы. Также южный берег реки покрыт лесом и на нём не было никаких источников света, которые могли бы помочь экипажу понять характер местности под ними. В таких условиях отдельные возвышенности над долиной могли быть приняты за возвышения над уровнем аэродрома. Так как от третьего до четвёртого разворота полёт проходил параллельно реке, а аэропорт был левее относительно лайнера, то пилоты явно периодически смотрели влево, чтобы определить своё местонахождение относительно аэродрома. В таких условиях огни вдоль реки были видимыми боковым зрением, при этом их высота относительно аэродрома могла быть неверно воспринята. Хотя оба пилота считались уже достаточно опытными и не раз летали в Цинциннати, но полёт выполнялся ночью, когда местность с воздуха выглядит совсем по-другому, а потому может дезориентировать.
Ошибка при чтении показаний высотомера
Борт N1996 был оборудован высотомерами барабанного типа, которые успешно применялись уже несколько лет. При изучении обломков следователи не смогли найти признаков того, что основные высотомеры со стороны командира и второго пилота работали неправильно, либо имели неправильные настройки, включая установку давления. Также не было доказательств, что пилоты неправильно прочитали показания высотомеров, но такое не исключено. Высотомеры барабанного типа отображают тысячи футов на небольшом барабане в центре, тогда как сотни футов — на круговой шкале. То есть при определении высоты сперва надо увидеть значения тысяч футов на барабане, а затем на круговой шкале определить сотни футов. Однако из практики было известно, что при показании сотен футов выше «900» на барабане могла наблюдаться следующая цифра тысяч футов. Особенно это опасно при фактической высоте около 900 футов (270 м), так как на барабане нет числа «0», а число «1» уже видно. Из-за этого высоту 900 футов (270 м) пилот по ошибке может прочесть как 1900 футов (580 м), то есть гораздо выше. Также могут быть сложности при чтении отрицательных показаний высоты, как в случае, если высотомеры были настроены на уровень аэродрома, а самолёт опустился гораздо ниже. Хотя вероятность того, что пилоты могли неправильно понять показания высоты, крайне мала, да и в авиакомпании American Airlines на самолётах ставили высотомеры, у которых на барабанах была нанесена специальная штриховка на интервале высот от +1000 футов (300 м) до −1500 футов (460 м). Но не стоит забывать, что экипаж пытался выйти на визуальную посадку, лишь изредка бросая кратковременные взгляды на приборы, а потому ошибка в чтении показаний всё же могла и возникнуть.
Высокая нагрузка на экипаж
Оба пилота были достаточно опытными и квалифицированными, но при выполнении захода они не стали полностью выполнять контрольный список перед посадкой и даже не выпустили шасси. Вероятно, пилоты были очень заняты мыслью успеть выполнить посадку до сильного ухудшения видимости, а также снижением поступательной скорости, которая была выше установленной правилами. Также некоторую роль сыграло здесь и то обстоятельство, что оба пилота хорошо знали друг друга и даже до этого семь раз летали вместе, в результате чего стали излишне доверять друг другу. Тилин в этом полёте должен был выполнять обязанности командира, но фактически сидел в правом кресле, по сути как бы в роли «второго пилота». Перед ним был всего один высотомер, но Тилин мог на него не смотреть, так как, излишне доверившись сидящему в левом кресле О'Нилу, мог перестать следить за приборами, высматривая вместо этого аэродром. Но не исключено, что О'Нил считал, что за высотой следит Тилин, а потому сосредоточился на снижении поступательной скорости. В кабине ещё был и бортинженер, но он в это время сосредоточился на зачитывании контрольного списка и не следил за показаниями высотомеров. То есть в кабине теперь не было взаимодействия между членами экипажа и каждый не знал, что делают другие, из-за чего высоту полёта фактически никто не контролировал.
Конструкция самолёта
При изучении конструкции Boeing 727 было отмечено его относительно высокое аэродинамическое сопротивление, а при выпуске закрылков на 40° наблюдалось быстрое падение поступательной скорости при значительном увеличении вертикальной скорости снижения. В то же время было отмечено, что Boeing 727 является надёжным и достаточно послушным самолётом, хорошо зарекомендовавшим себя в эксплуатации. Проведённые в НАСА исследования не обнаружили в конструкции этого типа лайнеров каких-либо отклонений, которые могли бы способствовать созданию аварийной ситуации.

## Причины
Проанализировав возможные факторы, следователи пришли к мнению, что конструкция самолёта не стала одним из факторов катастрофы, а нарушения были только в действиях экипажа, особенно лётчиков.
Аварийная ситуация начала развиваться ещё в Нью-Йорке, где рейс 383 был задержан на 20 минут, из-за чего экипаж после вылета попытался наверстать отставание, для чего даже запросил спрямление маршрута. Также при подходе к аэропорту Северный Кетукки уже ночью экипаж имел информацию, что погодные условия ухудшаются. В этих условиях визуальный полёт ещё можно было выполнять, но не имея чёткой картины о ситуации с погодой в аэропорту было бы вполне разумным перейти на полёт по приборам. Однако пилоты продолжали выполнять визуальный полёт, даже несмотря на ухудшение видимости, а после последнего разворота и выхода на посадочную прямую сосредоточили взгляд на полосе, не контролируя высоту полёта. За 13 секунд до столкновения с деревьями машина опустилась ниже уровня аэродрома. В этот момент ситуацию ещё можно было исправить, благо установленные в авиакомпании правила и инструкции позволяли заметить ошибку, а лётно-технические характеристики «Боинга» позволяли успеть прекратить снижение и начать набор высоты. Но экипаж в этой ситуации фактически уже не выполнял инструкции, а потому, продолжая выполнять визуальный заход на посадку, не исправил аварийную ситуацию, которая быстро обернулась катастрофой.
Через 11 месяцев после катастрофы у Цинциннати, 7 октября 1966 года был выпущен итоговый отчёт, согласно которому причиной катастрофы стала ошибка экипажа, который не контролировал показания высотомеров, когда выполнял визуальный заход на посадку в условиях ухудшения видимости.

### Комментарии
1. ↑  Здесь и далее по тексту указано Североамериканское восточное время (EST)
2. ↑  Находится на удалении три мили на восток-северо-восток от диспетчерской вышки аэропорта